# MC Bergring Teterow
Der MC Bergring Teterow ist ein Motorsportverein aus Teterow in Mecklenburg-Vorpommern. Er wurde am 14. Dezember 1957 gegründet. Der Name geht auf den Bergring, die größte Grasbahn Europas zurück. Der Vorgängerverein war der Teterower Motor Club (TMC), der zur Zeit des Nationalsozialismus verboten wurde. Neben dem Grasbahnsport ist der Speedwaysport die zweite große Abteilung des Vereins. 2005 wurde die Mannschaft Vizemeister der Speedway-Bundesliga. Mit ungefähr 300 Mitgliedern ist der MC Bergring Teterow einer der größten Motorsportvereine Deutschlands.
Neben dem Teterower Bergring gehört auch die Speedwayarena „Bergring-Arena“ (früher Arena am Kellerholz – 2010 umbenannt) zum Verein. Jedes Jahr ist der MC Bergring Veranstalter der größten Motorsportveranstaltung Norddeutschlands, dem Bergringrennen. Außerdem werden mit dem Auerhahn- und dem Schildbürgerpokal zwei regionale Speedwayveranstaltungen von dem Club ausgerichtet. Der MC Bergring Teterow kooperiert bei der Nachwuchsarbeit mit den Motoballsportlern des MSC Kobra Malchin.